# DT Virginis
DT Virginis, também conhecida como Ross 458 AB, é uma estrela binária na constelação da Virgem. Este sistema binário tem um planeta circumbinário, ele é um objeto com massa-planetária, pelo menos até 2015, com a órbita mais ampla conhecida ao redor de uma estrela binária.